# إلياس الجلدة
إلياس الجلدة (1 أغسطس 1966-) هو صحفي وسياسي فلسطيني ولد في غزة، لعائلة فلسطينية لاجئة من المجدل. درس في مدارس الأونروا ثم حصل على الثانوية العامة عام 1984. نال دبلوم في الصحافة والإعلام عام 1990، وبكالوريوس في الخدمة الاجتماعية من جامعة القدس المفتوحة عام 2002، ودبلوم عالي في علم الاجتماع من جامعة الأقصى عام 2004. عمل في مصنع ذهب عام 1986، ثم محرراً صحفياً ورئيساً لقسم النقابات العمالية في وزارة العمل خلال الأعوام (1996-2003)، وفي الاتحاد العام لنقابات عمال فلسطين منذ 2003.

## حياته العملية
التحق إلياس عودة الجلدة بالجبهة الشعبية لتحرير فلسطين مع بداية الانتفاضة الأولى عام 1987، وتدرَّج في مناصبها حتى أصبح عضوًا في اللجنة المركزية في قطاع غزة بين عامي 2016 و2020. شغل أيضًا عدة مناصب نقابية، منها نائب رئيس نقابة عمال الخدمات العامة (1987-1994)، وأمين سر مجموعة الكشافة الأرثوذكسية في غزة، ونائب رئيس نقابة العاملين في الخدمات الصحية منذ عام 2006. ساهم في تأسيس جمعية عائشة لحماية المرأة والطفل، حيث ترأس مجلس إدارتها خلال الأعوام (2012 -2021).
أطلق هو ومجموعة من نقابة العاملين مشروع تعزيز قدرات العاملين الصحيين الفلسطينيين في الأراضي الفلسطينية المحتلة، حيث يهدف هذا المشروع إلى حماية حقوق العاملين الصحفيين في الأراضي الفلسطينية المحتلة وضمان حصولهم على خدمات صحية جيدة، خاصة في ظل الانتهاكات خلال العدوان المتكرر على غزة وتأثيرات جائحة كورونا.
أعدَّ الجلدة عدة دراسات تتعلق بالعمل النقابي وأثر جائحة كورونا على النساء العاملات. يؤمن بأن الاحتلال إلى زوال ويدعو إلى حق الشعب الفلسطيني في الحرية والعودة. يعتبر الاعتراف بدولة الاحتلال خطأ تاريخيًا، ويرى أن الانقسام الفلسطيني يشكل خطرًا كبيرًا نتيجة التعصب الداخلي. ويؤكد على ضرورة تمثيل كافة الألوان السياسية في منظمة التحرير الفلسطينية.